# ألان روبرتس
ألان روبرتس (بالإنجليزية: Alan Roberts)‏ (8 ديسمبر 1964 بنيوكاسل أبون تاين في المملكة المتحدة - ) هو لاعب كرة قدم بريطاني في مركز جناح ‏. لعب مع شيفيلد يونايتد ونادي ميدلزبره ولينكولن سيتي أف سي ودارلينجتون إف سى.